# Histoire des Juifs à Gunzenhausen
L'histoire des Juifs à Gunzenhausen commence dès le Moyen Âge. Les Juifs subissent les massacres dus au pogrom de Rintfleisch et ceux du temps de la peste noire. Si du XVIIe siècle au XIXe siècle est une période de prospérité pour la communauté juive et de bonne entente avec la population chrétienne, la période de l'après Première Guerre mondiale verra une montée de l'antisémitisme qui conduira après l'arrivée d'Hitler au pouvoir à la disparition de la communauté et l'extermination de ses membres.   
Gunzenhausen est une ville allemande située en Bavière, dans l'arrondissement de Weißenburg-Gunzenhausen. Située à 50 km au sud-ouest de Nuremberg, elle compte actuellement un peu moins de 17 000 habitants.

## Histoire des Juifs à Gunzenhausen

### La période du Moyen Âge
Les Juifs vivent à Gunzenhausen dès le Moyen Âge. La ville est mentionnée en relation avec les persécutions dites du pogrom de Rintfleisch en 1298, au cours desquelles les habitants juifs ont probablement été assassinés ou expulsés. Dans les années 1340, des résidents juifs de la ville sont mentionnés par leur nom tels que Jud Lewe Gunzenhauser (de Gunzenhausen) à Nuremberg en 1343 ou Jud Mosse Gunzenhauser en 1344, qui vit à Baldern. Pendant les persécutions lors de la peste noire de 1348-1349, les Juifs de la ville ont été une nouvelle fois soit assassinés, soit expulsés.
Ce n'est qu'en 1374-1375, alors que la ville appartient temporairement aux burgraves de Nuremberg, que des résidents juifs sont à nouveau mentionnés dans la ville. En 1384, un Juif de Gunzenhausen est mentionné à Rothenburg ob der Tauber, en 1403 un à Vienne, et deux autres à Nuremberg en 1416 et 1452. Les commerçants juifs vivent principalement du commerce de l'argent et en partie du commerce du bétail. En 1460 un ophtalmologue juif est mentionné. Deux imprimeurs de textes hébraïques, Joseph ben Jacob et son fils Asriel, avec l'ajout Gunzenhauser à leur nom travaillent à Naples entre 1487 et 1492. Il est aussi mentionné que pendant de nombreuses années, le rabbin Eisik Stein s'occupe, avant 1495, d'une yeshiva à Gunzenhausen, où était principalement étudié le livre SeMaG (Sefer haMitzvot haGadol - le Grand Livre des Commandements) de Moïse ben Jakob de Coucy. Comme preuve de l'importance de la communauté, c'est ici qu'en 1481, les cinq rabbins les plus connus du Reich allemand se réunissent pour discuter du paiement de la rançon des Juifs de Ratisbonne qui ont été faits prisonniers.   
Le premier cimetière juif de Gunzenhausen est d'une importance suprarégionale, puisqu'à partir de 1473, tous les Juifs décédés de la principauté de Brandebourg-Ansbach y sont enterrés. Bien qu'aucune preuve écrite n'évoque à l'époque l'existence d'une synagogue, qui n'est mentionnée qu'un siècle plus tard, on peut raisonnablement penser qu'elle existe déjà, située certainement dans le quartier juif historique autour de la Auergasse, la Brunnenstrasse, la Waagstrasse et le Hafnermarkt.
En 1488 et de nouveau en 1539, ou selon d'autres sources en 1560, les Juifs sont expulsés de la ville selon les ordres généraux du margraviat de Brandebourg-Ansbach.

### La communauté juive duXVIIeauXIXesiècle
À partir de 1593, les juifs peuvent à nouveau s'installer dans la ville, et on mentionne 2 résidents juifs. Au début du XVIIe siècle, on compte neuf familles juives dans la ville, dont les chefs de famille sont: Maier I Judt, Nathan Judt, Maier II Judt, Jesse Gottseelig, Ascher Judt,  Heim Jüdin l'ancien, Joel Judt, Hess Judt. Pendant la guerre de Trente Ans (1618-1648), presque tous les Juifs quittent la ville, ou sont victimes de maladies ou des événements de la guerre. En 1631 on signale des Juifs de Gunzenhausen à Ansbach. Ils ne reviennent à Gunzenhausen qu'après la fin de la guerre et leur nombre va croitre assez rapidement avec l'arrivée de réfugiés polonais fuyant les cosaques de Khmelnitski et après 1670 de quelques familles venues de Vienne. Gunzenhausen devient l'une des communautés juives les plus importantes du margraviat de Brandebourg-Ansbach et la communauté principale du rabbinat d'Ansbach. Jusqu'au milieu du XIXe siècle, Gunzenhausen a son propre rabbin, qui occupe également le poste de grand-rabbin margravial jusqu'en 1693, après quoi il travaillera comme rabbin local et de district au sein du grand-rabbinat d'Ansbach.
En 1712, Gunzenhausen est l'une des huit communautés juives les plus prospères du margraviat et certains commerçants acquièrent même une importance économique nationale en tant que fournisseur de cour du margraviat, marchands de biens ou fournisseurs de l'armée. Certains négociants participent à la Foire de Leipzig et sont impliqués dans le commerce à longue distance. Cette prospérité et la croissance constante de la population juive rendent nécessaire la construction d'une nouvelle synagogue en 1718. La salle de prière d'environ 80 mètres carrés était située dans un bâtiment au toit en pente, et n'offrait de la place que pour 40 hommes et dans un espace séparé pour quelques femmes.
Le margrave Charles-Guillaume-Frédéric de Brandebourg-Ansbach (1712-1757) séjourne souvent à Gunzenhausen et donne ainsi à la ville un caractère résidentiel prestigieux En 1748, il prend sous sa protection directe le Juif Barnoss Samson Salomon par « faveur spéciale en raison de son érudition scientifique et d'une excellente connaissance des qualités nécessaires des chevaux », comme il est indiqué dans un document officiel. En même temps, le prince lui décerne le titre de Hof-Rabbi (rabbin de cour).
Vers la fin du XVIIIe siècle, le rabbin de Gunzenhausen est responsable de l'un des six districts de rabbinat alors nouvellement divisés dans la principauté. Outre Gunzenhausen, il est également responsable de Dittenheim, Heidenheim, Markt Berolzheim et Treuchtlingen. Altenmuhr, Weimersheim et Cronheim ont été ajoutés plus tard. Le dernier rabbin de district et local est Abraham Böheim, qui a également fondé à Gunzenhausen une école de Talmud Torah.
Au XVIIIe siècle, le nombre de familles juives à Gunzenhausen, passe de 28 en 1714 à 55 en 1755, et au XIXe siècle, la population juive de la ville va croitre avant de se stabiliser: en 1809-1810, on compte 235 habitants juifs sur une population totale de 2 189 habitant, soit 10,4 %; en 1837, 270 Juifs pour 2 600 habitants environ, soit près de 10,4 %; une diminution inexpliquée en 1867 avec 170 Juifs pour 3 254 habitants, soit 5,2 %; en 1880: 260 pour 3 755 habitants soit 6,9 %; en 1890: 291 Juifs pour 3 853 habitants soit 7,5 %; en 1900: 284 pour 4 503 habitants soit 6,3 % et en 1910 291 Juifs pour 5 278 habitants soit 5,5 %.
Dans le royaume de Bavière, l'édit juif de 1813 engendre une intervention de l'État dans l'autonomie religieuse, mais est extrêmement libéral dans le domaine économique. Les Juifs ont dorénavant accès aux établissements d'enseignement supérieur et à des professions jusque-là refusées aux Juifs. Il oblige aussi les Juifs à adopter des noms de famille civils et introduit le registre juif. Le registre de Gunzenhausen fournit des détails complets sur la composition professionnelle et de nombreuses informations généalogiques. Sur les 53 chefs de famille répertoriés, près de 10 % sont de riches marchands qui, en plus des domaines traditionnels, font également le commerce de l'or, des obligations et d'autres titres. 60 à 70 % gagnent leur vie en achetant et en vendant toutes sortes de marchandises: bétail, chevaux, plumes, tabac, tissus, etc. et environ 20 % sont des commerçants à faible revenu. L'édit d'émancipation de 1861, permet finalement aux Juifs de choisir librement leur profession et leur lieu de résidence.
La connexion de Gunzenhausen au réseau ferroviaire bavarois favorise la croissance économique et le succès à partir de ce moment, d'un grand nombre d'entreprises juives comme par exemple les banques Gerst, Rosenfelder et Frank, l'usine de machines Bing, l'usine de poterie Seeberger ou le moulin d'art Wertheimer. Le grossiste en fromages Neumann est actif dans toute l'Allemagne et le grossiste en vins Dottenheimer fait de la publicité avec la référence Gunzenhausen près de Wurtzbourg afin d'indiquer une proximité avec les régions viticoles de Basse-Franconie.
La famille Bing, citoyenne de Gunzenhausen depuis les années 1850, exploite également un commerce de gros de mercerie et de produits manufacturés. Ignaz Bing et son frère Adolf s'installent finalement à Nuremberg, où ils fondent une usine de métallurgie et de peinture, où ils emploient plus de 1 000 ouvriers et exportent vers l'Europe et l'Amérique. Incidemment, Ignaz Bing, naturaliste amateur, découvre la Binghöhle (grotte de Bing) en Suisse franconienne, qui porte son nom et est visitée de nos jours par de nombreux touristes. Pendant ses séjours à Gunzenhausen, il écrit des poèmes dont une salutation des chanteurs primée pour l'association Liederkranz.
Encarts publicitaires pour des entreprises juives de Gunzenhausen

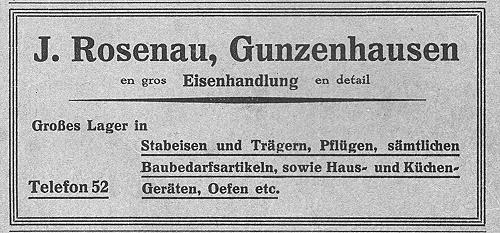
Commerce de quincaillerie de Rosenau
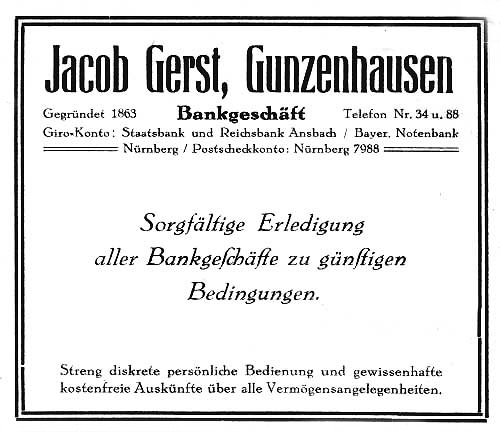
Banque Jacob Gerst
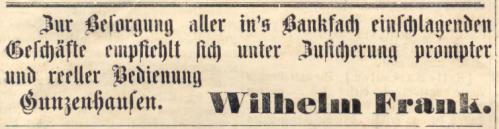
Banque Wilhem Frank
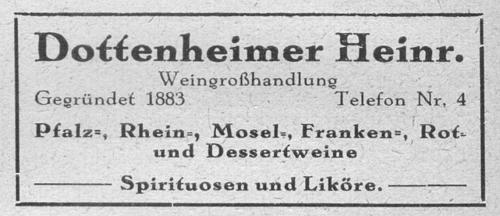
grossiste en vin Dottenheimer
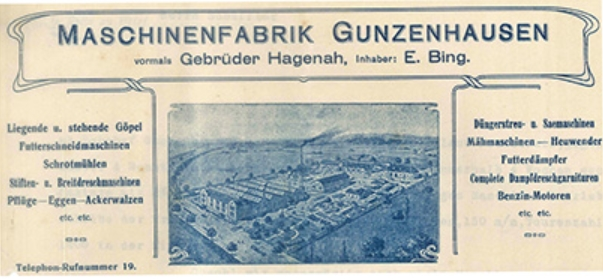
Fabrique de machines Bing – Aperçu de l'usine (1907)
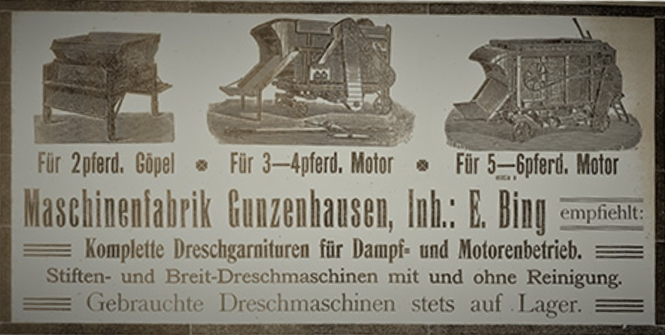
fabrique de machines Bing – Quelques modèles fabriqués (1908)

Les relations entre Juifs et chrétiens au XIXe siècle sont selon toute apparence, déterminées par une coexistence naturelle. Le XIXe siècle peut être considéré comme l'apogée de la communauté religieuse juive locale avec une augmentation continue du nombre de ses membres, mais le mouvement d'émigration vers l'Amérique va également se faire sentir à Gunzenhausen, comme dans de nombreuses autres communautés franconiennes.
À partir des années 1850, environ 40 Juifs de Gunzenhausen vont émigrer. Malgré l'émigration vers l'Amérique et le déplacement vers les grandes villes bavaroises, la population juive de Gunzenhausen atteint son apogée de 300 membres à la fin du XIXe siècle.

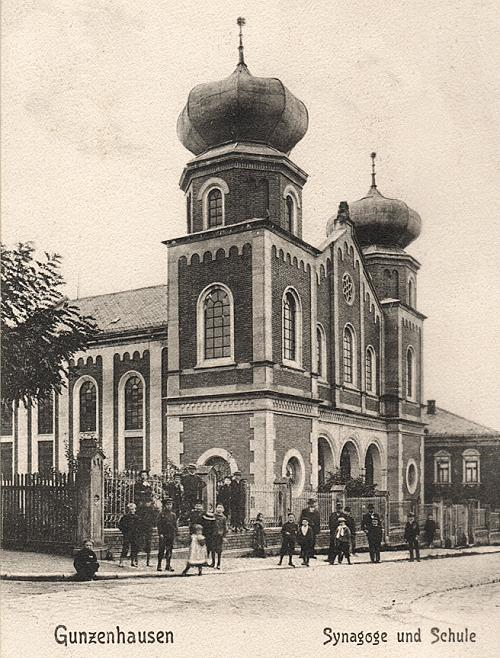
Synagogue de Gunzenhausen

La communauté fait construire en 1875 un cimetière séparé dans le Burgstallwald. Depuis la dissolution du premier cimetière médiéval de la Nürnberger Straße, il y a plus de 300 ans, les défunts devaient être enterrés à Bechhofen, ville distante d'environ 20 km. En 1883 est inaugurée la nouvelle synagogue, l'une des synagogues les plus belles et les plus modernes de Franconie.
Au cours de la Première Guerre mondiale, la communauté juive perd 6 de ses membres au front, dont le médecin Dr. David Rueck. Leurs noms figurent sur le mémorial de Gunzenhausen pour les morts des deux guerres mondiales sur la Hindenburgplatz.

### Lesrabbinsde Gunzenhausen
La liste ci-dessous mentionne les rabbins dont on peut trouver traces dans les archives de la ville et autres documents d'époque. D'autres rabbins, nommés dans le Cronheim Memorbuch auraient exercé à Gunzenhausen, mais ni leur date d'entrée en fonction, ni la durée de leur mandat ne nous est actuellement connue.  
- Schlomoh ben Todros Josef (rabbin de Gunzenhausen avant 1659)
- Schmuel David ben Ja'akow Grunam (rabbin de Gunzenhausen de 1659 à 1675)
- Jirmijahu ben Jehuda Lejb Gump (de 1680 à 1693): est nommé après 1693 rabbin à Schnaittach, puis grand-rabbin au rabbinat de district de Wurtzbourg avec son siège à Aub. Il meurt en 1702 à Neuf-Brisach.
- Joseph Eisl bar Moschel (après 1693 jusqu'à 1698). Il décède en 1704 et est enterré à Bechhofen[2].
- Akiva Baer ben Joseph (de 1698 à 1724): vient de Vienne, d'où il a été expulsé en 1670; décède en 1724 et est inhumé à Bechhofen.
- Jakob ben Schmuel Steinhardt: rabbin de district de Gunzenhausen et des communes environnantes pendant 42 ans.
- Mordechai ben Eliezer haLevi, connu aussi sous les noms de Mordechai Segal et de Marx Lazarus (avant 1796 jusqu'à 1813).
- Samuel Idlinger (début du XIXe siècle).
- Abraham ben haChawer Jehuda Boeheim connu sous le nom d'Abraham Böhm (1814-1845): d’abord administrateur rabbinique, puis employé de façon permanente; a dirigé une école Talmud Torah renommée, où ont été élèves entre autres les futurs rabbins Aron Bär Grünbaum[3] (d'Ansbach), Lazarus Elieser Bergmann (de Jérusalem) et David Weiskopf[4] (de Wallerstein).

### La communauté juive dans l'entre-deux-guerres
Très tôt, dès 1919, des discours haineux et des tracts à contenu antisémite sont distribués à Gunzenhausen. Ils accusent les sociaux-démocrates et les Juifs d'un soi-disant coup de couteau dans le dos qui aurait été à l'origine de la défaite de l'Allemagne.
En 1922, des pierres tombales du cimetière juif sont endommagées; en 1923, les fenêtres de la synagogue sont brisées. L'existence précoce d'un groupe NSDAP local, l'arrivée au conseil municipal de membres du parti nazi, et le maire Münch, initialement sans étiquette, qui rejoint le parti hitlérien à l'été 1932, contribuent à aggraver la situation des Juifs.
En 1925, alors que la communauté compte 219 personnes, soit 5,5 % d'un total de 5 424 habitants, ses dirigeants sont: Albert Hellmann, Abraham Gutmann, Max Levite, Karl Weinmann, Salomon Walz et Jakob Seller. L'enseignant principal Max Levite enseigne les enfants juifs de l'école primaire juive, tandis que Markus Rehfeld est le hazzan. À l'école primaire juive, on compte 16 enfants et 20 autres enfants reçoivent une instruction religieuse dans les écoles secondaires par l'intermédiaire de l'enseignant Lévite. Parmi les associations juives figurent l'association caritative Chewra G'milus Hassodim, fondée en 1740 et présidée en 1924 par Hermann Feuchtwanger avec 35 membres, et en 1932 par Joseph Seeberger avec 37 membres; ses domaines d'activité  sont le soutien aux personnes dans le besoin et les services funéraires;  la Israelitischer Frauenverein (Association des femmes juives), fondée en 1750,  présidée en 1924 par Frida Joelsohn avec 30 membres et en 1932 par Meta Sommer avec 57 membres; ses domaines d'activité sont les soins aux malades, le soutien aux femmes dans le besoin et les services funéraires; la Zedokohkasse (Caisse de la tsedaka), sous le contrôle de la communauté religieuse israélite et présidée en 1932 par Heinrich Neumann avec pour but le soutien aux personnes dans le besoin; un groupe local de la Central-Verein deutscher Staatsbürger jüdischen Glaubens (Association centrale des citoyens allemands de confession juive) dirigée en 1932 par le professeur Kurzmann; la Verein Harmonie (Association harmonie) présidée en 1932 par Karl Weinmann; et la Jüdischen Jugendverein (Association de la jeunesse juive) présidée en 1932 par Richard Hellmann. Parmi les fondations, on a la Rosenausche Stipendienstiftung (Fondation des bourses Rosenau) présidée en 1932 par Max Levite avec comme objectif le soutien aux étudiants du Talmud Torah.
En 1932, les dirigeants de la communauté sont Heinrich Neumann, 1er président; Abraham Gutmann, 2e et Karl Weinmann; 3e président et trésorier. De plus, l'enseignant principal est toujours Max Levite et le hazzan et shohet toujours Markus Rehfeld.

### La période nazie et la fin de la communauté juive
En 1933, à l'arrivée d'Hitler au pouvoir, 184 résidents juifs sont dénombrés à Gunzenhausen (soit 3,3 % d'un total de 5 608 résidents). En raison des conséquences du boycott économique, des violentes émeutes contre les résidents juifs depuis 1934, de la privation du droit de vote et des représailles croissantes, le nombre de résidents juifs diminue tout d'abord lentement avant de s'accélérer après 1937. Leur nombre s'établit ainsi: au 1er janvier 1935, 150 personnes sont de religion juive, au 1er janvier 1937 plus que 101, au 9 novembre 1938 on en compte encore 53, au 1er janvier 1939 il n'en reste plus que 3, au 25 janvier 1939 plus que 2 et au 26 janvier 1939, il n'y a plus aucun Juif en ville.
Lors de l'année scolaire 1932-1933, 17 enfants fréquentent l'école primaire juive à classe unique de Gunzenhausen, 16 autres suivent les cours des écoles générales et ne viennent à l'école juive que pour l'instruction religieuse. Le budget annuel de la communauté juive, en 1930, est de 11 000 marks, dont 3 000 marks destinés aux affaires sociales et 2 000 marks à l'éducation. La communauté dispose d'un officiant permanant pour diriger les offices et fait appel à un shohet d'une ville voisine pour l'abattage cacher. En 1933, la population juive de Gunzenhausen s'établit ainsi: 41 commerçants, 9 épiciers, 3 conseillers financiers, 3 artisans, 2 commis, 2 médecins, un enseignant, un cafetier, 6 domestiques et 4 retraités.

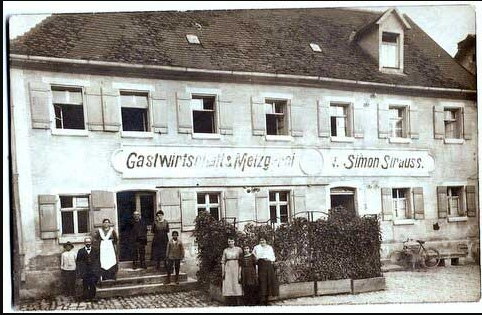
Auberge de la famille Strauss où sera assassiné Simon Strauss par le SA Kurt Bär

Dès mars 1933, des juifs sont agressés physiquement dans les rues de Gunzenhausen, le fils du boucher est blessé grièvement; les vitrines de nombreux magasins juifs sont brisées.
Le 25 mars 1934 entre dans l'histoire de Gunzenhausen sous le nom de Blutpalmsonntag (dimanche des rameaux de sang): les événements de cette soirée sont considérés comme un pogrom. Jusqu'à 1 500 habitants fanatisés de la petite ville du centre de la Franconie sortent dans la rue lorsque, sous la direction de la SA locale, environ 30 Juifs sont enlevés de leur domicile et conduits en prison sous les coups de poing et les coups de pied des habitants. C'est le plus grand acte de violence en Bavière depuis la prise de pouvoir d'Hitler. Deux hommes juifs meurent ce soir-là, le retraité de 65 ans Max Rosenau et le marchand de 30 ans Jakob Rosenfelder. Dans la presse locale, la mort de ces deux personnes est présentée comme un suicide ou comme inexpliquée.
À ce moment-là, de nombreux résidents juifs prennent conscience qu'il n'est plus possible de rester à Gunzenhausen, et en peu de temps, près de 50 d'entre eux quittent la ville, principalement dans l’espoir de survivre à la folie nazie dans l’anonymat supposé des grandes villes. Des menaces directes, comme celles prononcées dans un discours par le chef de district et plus tard bourgmestre de la ville, Johann Appler, avec les mots « Sans une solution à la question juive, il n'y aura pas de salut pour le peuple allemand », ne font que précipiter les départs.
En octobre 1935, les autorités municipales interdisent aux Juifs étrangers de s'installer à Gunzenhausen ; de plus, les Juifs ne sont plus autorisés à acheter des biens immobiliers dans la ville. Un an plus tard, les Juifs de Gunzenhausen et de Treuchtlingen ont l'interdiction d'utiliser la ligne ferroviaire Gunzenhausen-Pleinfeld.
En décembre 1936, les écoles de Gunzenhausen sont déclarées « judenrein » (sans Juifs). En 1937, neuf élèves étudient encore à l'école juive. En mars et juin 1938, trois boutiques juives de Gunzenhausen sont « aryanisées ». Depuis la prise du pouvoir par les nationaux-socialistes jusqu'à la nuit de Cristal de novembre 1938, 115 Juifs ont quitté Gunzenhausen (nous ignorons la date pour 6 d'entre eux). Durant cette période, onze Juifs sont morts à Gunzenhausen, dont les trois victimes du pogrom de 1934 et une qui s'est suicidée en août 1937. À l'automne 1938, 55 Juifs vivent encore à Gunzenhausen.
En prévision de la fin prévisible de la communauté religieuse, le conseil d'administration décide la veille de la nuit de Cristal de vendre la synagogue et le bâtiment scolaire à la ville.  

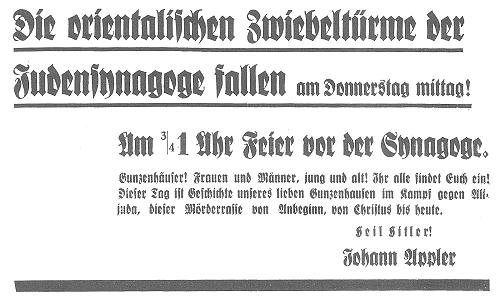
Appel dans le journal Altmühl-Bote à venir fêter la destruction des deux dômes de la synagogue

Au cours de la nuit du 9 au 10 novembre, les attaques antisémites organisées et dirigées par le régime nazi dans toute l'Allemagne frappent également de plein fouet les résidents juifs de Gunzenhausen. De nombreux magasins et demeures juifs sont pillés et vandalisés. Diverses factures d'artisans, conservées dans les archives de la ville, montrent l'ampleur des destructions. De nombreux Juifs sont arrêtés et emprisonnés. Le registre des prisonniers consigne méticuleusement l'admission de 42 personnes, dont 2 enfants, dans les cellules de la prison du tribunal de district pour cette nuit-là.
La veille du 10 novembre 1938, le maire reçoit l'ordre d'un des commandants de la SA de Franconie d'incendier la synagogue. L'ordre est transmis au chef des pompiers de la ville, qui refuse et se contentera ultérieurement de démolir les deux dômes qui ornent le toit de la synagogue. Comme par miracle, un certain nombre d'objets de culte anciens et précieux de la synagogue sont également sauvés, notamment un plateau en argent de la Chewra Kadischa (Société funéraire) de 1770. 
Une semaine après la nuit de cristal, la ville célèbre la fin de la communauté religieuse juive de manière ostentatoire en abattant les deux dômes des tours de la synagogue en présence d'une foule dense. Le lendemain, le journal salue la « fin de la domination juive ».
L'exode commence immédiatement après la nuit de Cristal. Avec Josef Seeberger ainsi que Martha et Albert Klein, les derniers habitants juifs quittent la ville le 25 janvier 1939, qui est alors déclaré « judenrein » (sans Juifs).
Entre 1933 et 1939, 52 Juifs de Gunzenhausen ont émigré, 18 d'entre eux en Palestine, 22 aux États-Unis, 9 en Amérique du Sud, 2 en Tchécoslovaquie et un en Afrique du Sud. 116 Juifs se sont installés dans des grandes villes allemandes, dont 37 à Munich, 19 à Stuttgart, 15 à Nuremberg, 6 à Francfort-sur-le-Main, 5 à Mayence et le reste dans dix endroits différents.
D'après les recherches actuelles, 107 Juifs de Gunzenhausen ont perdu la vie pendant la Shoah. Le nombre de victimes grimpe à 147 si on inclut aussi les habitants du quartier de Cronheim.

### L'après-guerre
Après 1945, la communauté juive ne se reconstitue pas. Pendant une courte période, des plans officiels envisagent d'accueillir un grand nombre de réfugiés juifs, mais ce plan échoue finalement en raison de la résistance véhémente du maire, du conseil municipal et de l'administration, qui, entre autres, demande que seuls « les Juifs qui vivaient réellement ici et connaissent les us et coutumes franconiens depuis leur jeunesse » soient autorisés à s'installer.
Aujourd'hui, il n'y a plus de Juifs à Gunzenhausen.
La synagogue bien qu'amputée de ses dômes, le centre communautaire et le bâtiment scolaire survivent à la guerre. La plupart des pierres tombales du cimetière juif ont été arrachées sous le régime nazi et utilisées comme blocs de construction et pavés. Les 30 pierres tombales restantes sont également enlevées après la guerre et alignées le long de la clôture. 
En 1948, l'organisation des persécutés par le Troisième Reich érige un mémorial au milieu du cimetière pour commémorer la Shoah. Aujourd'hui, le cimetière est pris en charge par les autorités locales sous la supervision de l'Association des communautés israélites bavaroises.
En mai 1949, les participants aux émeutes de Gunzenhausen de novembre 1938 sont jugés devant le tribunal de district d'Ansbach. Cinq d'entre eux sont acquittés et cinq sont condamnés à des peines de prison allant de trois à huit mois. 
En novembre 2013, un mémorial est inauguré à l'ancien abattoir juif. Le quotidien local Altmühl-Boten décrit l'évènement:  
« Le samedi 9 novembre marque le 75e anniversaire de la nuit de Cristal. Depuis de nombreuses années, la ville de Gunzenhausen tente de se réconcilier avec son histoire, activement soutenue par des projets du collège Stephani. Pour l'anniversaire, des plaques commémoratives seront dévoilées au Schächterhaus (Hafnermarkt 13). Le conseil municipal n'a pas émis d'objection au projet lors de sa dernière réunion. Le maire Joachim Federschmidt a expliqué l'intention du projet avec les plaques, qui porteront les noms d'anciens concitoyens juifs, comme "un signe visible dans la ville". Après de longues discussions et considérations préliminaires, le mur vacant de la propriété à Hafnermarkt 13 face à Brunnenstraße a été choisi comme emplacement. La maison du boucher était située dans ce bâtiment, devenu aujourd'hui le bureau de l'Association touristique de la région des lacs de Franconie. Au total, cinq vitres en plexiglas satiné sont fixées au mur de la maison, celle du milieu est décorée d'une image de la stèle qui située derrière la maison, rappelle l'ancienne synagogue de Gunzenhausen, victime de la terreur nazie. Le texte commémoratif sur ce panneau central a été compilé avec l'archiviste de la ville, Werner Mühlhäußer. Les quatre autres panneaux sont réservés aux noms des citoyens juifs par ordre alphabétique. Le fait qu'il y ait encore de la place est bien voulu : "La liste n'est pas encore terminée, des noms peuvent être ajoutés", a expliqué le chef de mairie et fait référence aux travaux de recherche du collège, qui à plusieurs reprises ont fait ressortir de nouvelles découvertes. »

## Évolution de la population juive
| Population juive à Gunzenhausen |                            |                 |                      |
| Date                            | Population de Gunzenhausen | Nombre de Juifs | Pourcentage de Juifs |
| 1714                            | -                          | 28 familles     | -                    |
| 1755                            | -                          | 55 familles     | -                    |
| 1809/10                         | 2 189                      | 235             | 10,7 %               |
| 1811/12                         | 2 030                      | 197             | 9,7 %                |
| 1837                            | 2 600                      | 270             | 10,4 %               |
| 1867                            | 3 254                      | 170             | 5,2 %                |
| 1880                            | 3 755                      | 260             | 6,9 %                |
| 1890                            | 3 853                      | 291             | 7,5 %                |
| 1900                            | 4 503                      | 284             | 6,3 %                |
| 1910                            | 5 278                      | 291             | 5,5 %                |
| 1925                            | 5 424                      | 219             | 4,0 %                |
| 1933                            | 5 609                      | 184             | 3,3 %                |
| 01.01.1935                      | -                          | 150             | -                    |
| 01.01.1937                      | -                          | 101             | -                    |
| 09.11.1938                      | -                          | 53              | -                    |
| 01.01.1939                      |                            | 3               | -                    |
| 25.01.1939                      | -                          | 2               | -                    |
| 26.01.1939                      | -                          | 0               | -                    |